# 工作流参考模型
工作流参考模型（Workflow reference model）是由工作流管理联盟于1995年提出的工作流管理系统的体系结构模型。
工作流参考模型标识了构成工作流管理系统的基本部件和这些基本部件交互使用的接口。这些基本部件包括：工作流执行服务、工作流引擎、流程定义工具、客户端应用、调用应用、管理监控工具；基本部件交互使用的接口包括：接口一、接口二、接口三、接口四和接口五。这个模型很大地影响了人们后来对工作流技术的讨论。